# Rudolf Zeeb
Rudolf Zeeb (* 5. November 1959 in Tübingen; † 5. August 2023 in Treuenbrietzen) war ein deutscher politischer Beamter. Er war von 2004 bis 2016 Staatssekretär im Land Brandenburg.

## Werdegang
Nach dem Studium der Rechtswissenschaften an der Albert-Ludwigs-Universität Freiburg arbeitete Zeeb von 1987 bis 1998 in verschiedenen Behörden des Landes Baden-Württemberg. 1998 wechselte er in die Staatskanzlei des Landes Brandenburg und später in das Finanzministerium.
Zeeb war Mitglied der SPD. Am 13. Oktober 2004 wurde er zum Staatssekretär im Ministerium der Finanzen des Landes Brandenburg ernannt. Von 2009 bis 2014 war er Staatssekretär im brandenburgischen Ministerium des Innern. Vom 6. November 2014 bis zu seiner Versetzung in den einstweiligen Ruhestand durch Ministerpräsident Dietmar Woidke am 23. August 2016 war er Chef der Staatskanzlei des Landes Brandenburg. Zuletzt lebte Zeeb in Potsdam und war als Rechtsanwalt tätig.